# Kepohagung (Plumpang)
Kepohagung is een bestuurslaag in het regentschap Tuban van de provincie Oost-Java, Indonesië. Kepohagung telt 2842 inwoners (volkstelling 2010).